# Антарктическая пустыня
Антарктическая пустыня — природная зона, часть антарктического географического пояса, которая охватывает островную и материковую сушу Антарктики, самая южная из природных зон Земли. Является самой большой по площади пустыней земного шара.

## Климат
Имеет низкие температуры воздуха в зимние месяцы от −60 до −70 °C. Температура воздуха в летние месяцы от −30 до −50 °C. Даже летом температура не поднимается выше −20 °C. На побережье, в районе Антарктического полуострова, температура воздуха достигает летом 10—12 °C. Формируется не только в связи с низкими температурами высоких широт, но также в виду отражения тепла (альбедо) в светлое время от снега и льда. Холодный воздух скатывается из центральных районов Антарктиды, образуя стоковые ветры, достигающие у побережья больших скоростей.
Относительная влажность воздуха 60—80 %, что обусловлено преобладанием нисходящих потоков. У побережья и в антарктических оазисах относительная влажность воздуха снижается до 20 и даже 5 %.
Осадки представлены исключительно в виде снега: их количество достигает в год от 30—50 мм до 600—700 мм и возрастает на некоторых шельфовых ледниках до 700—1000 мм. В связи с сильными ветрами очень часты метели.

## Флора и фауна
Растительный и животный мир очень беден и своеобразен. В антарктических оазисах (свободные ото льда участки) вблизи побережья скудная растительность представлена мхами, лишайниками, несколькими видами цветковых и водорослями в водоёмах.
Здесь очень мало наземных животных: отсутствуют летающие насекомые, сухопутные млекопитающие и пресноводные рыбы. В небольших пресноводных водоёмах на суше обитают простейшие, коловратки, свободноживущие нематоды, низшие ракообразные.
В антарктических оазисах среди лишайников и мхов обитают мелкие клещи и бескрылые насекомые — ногохвостки, а также один вид мух с зачаточными крыльями.
К числу немногих связанных с сушей птиц принадлежат три эндемичных вида: Anthus antarcticus, желтоклювая шилохвость, а также несколько видов пингвинов.
Воды Антарктиды богаты планктоном, который является источником питания для китов, тюленей, рыб и птиц. Здесь водится несколько видов китообразных, среди них самые крупные животные нашей планеты — синие киты, а также кашалоты, косатки. Широко распространены ластоногие.